# 对生蛇根草
对生蛇根草（学名：Ophiorrhiza oppositiflora）是茜草科蛇根草属的植物，是中国的特有植物。分布在印度以及中国大陆的云南等地，多生于林下湿处，目前尚未由人工引种栽培。